# Социялистичка зора (1920)
„Социялистичка зора“ (на сръбски: Социјалистичка Зора) е сръбски вестник, излизал в Скопие от февруари до декември 1920 година, орган на Областния секретариат на Социалистическата работническа партия на Югославия (комунисти) за Македония и Стара Сърбия.
В началото е седмичник, а от 16 август 1920 година става ежедневен вестник. Излиза на сръбски, а от 10 септември – и на турски език. Излизат общо 130 броя. Задачата му е революционно-комунистическото възпитание и организиране на работниците и селяните. Забранен е след Обзнаната.